# Dioncophyllum
Dioncophyllum é um género monotípico de plantas com flores pertencentes à família Dioncophyllaceae. A única espécie é Dioncophyllum thollonii.
A sua área de distribuição nativa é a África Central Tropical Ocidental.